# 蛇形冷凝管

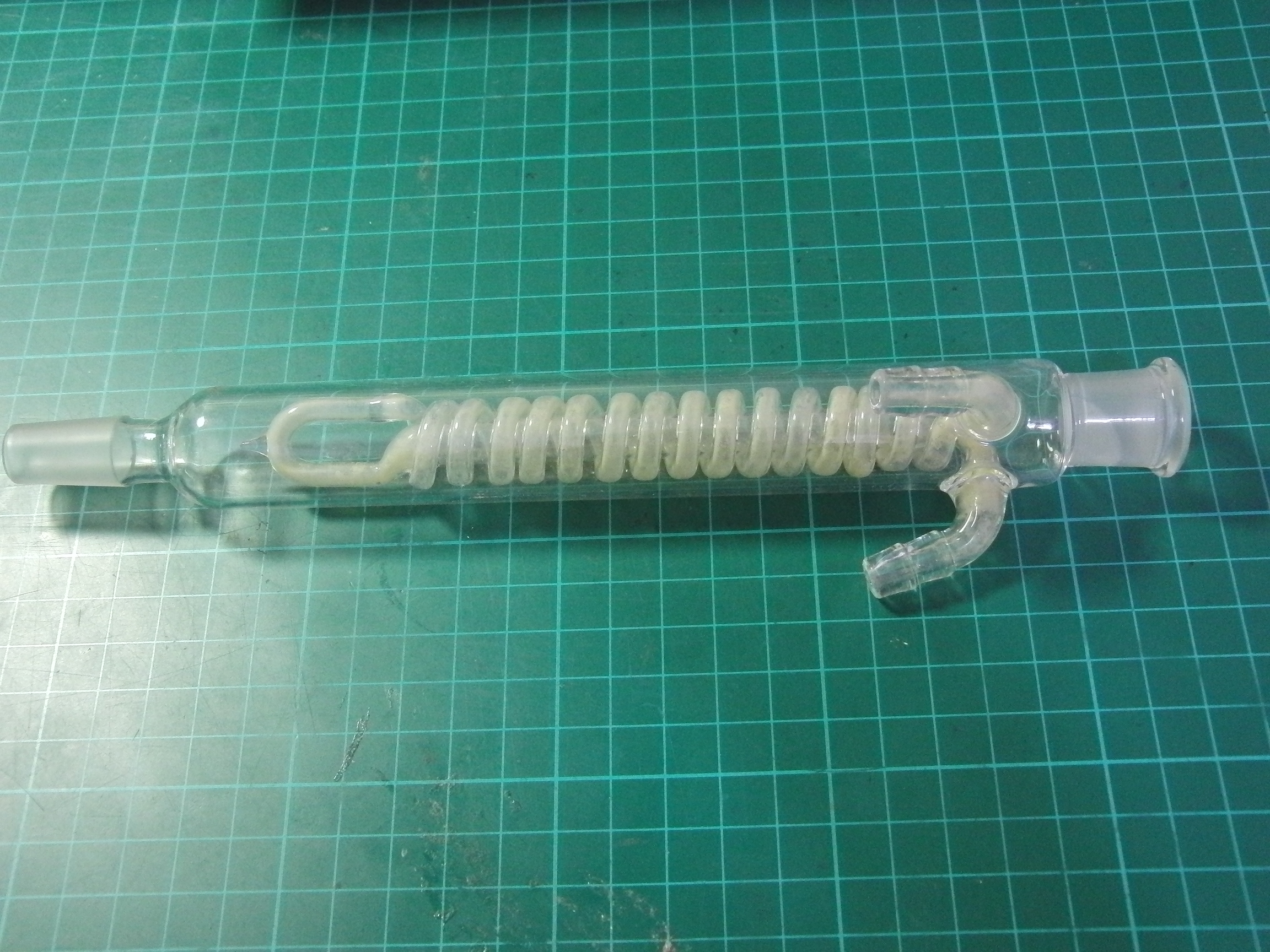
蛇形冷凝管

蛇形冷凝管是實驗室中常用在蒸餾、分餾與迴流過程中，與直型冷凝管用途相似。將熱氣態分子藉由與冷水管面接觸使其溫度降至沸點以下，凝結成為液態。再順勢延著內管向下流出，並加以收集。

## 結構
主要分為兩種。一種為蒸氣在蛇管中流動，冷卻水在玻璃倉流動。另一種為蒸氣在玻璃倉流動，冷卻水在蛇管中流動。

## 使用
以鐵架和鐵夾架起，傾斜至與接頭接穩。若冷卻水在玻璃倉流動者，水流由下入水口入，由上出水口出。若冷卻水在蛇管中流動者則無特別限制流向。

## 特性
結構精巧，由於與蒸氣接觸面積大於利氏冷凝管，因此熱交換效率高，對於低沸點之物質有顯著的效果。 亦可使用循環冷水裝置加速冷凝過程。